# Bijele Vode (Zenica, BiH)
Bijele Vode su naseljeno mjesto u gradu Zenici, Federacija Bosne i Hercegovine, BiH.

## Stanovništvo

### 1991.
Nacionalni sastav stanovništva 1991. godine, bio je sljedeći:
- Srbi - 84 (98,82%)
- Hrvati - 1 (1,18%)

### 2013.
Na popisu stanovništva 2013. godine bilo je bez stanovnika.